# Grupa inkluzywna
Grupa inkluzywna – typ grupy społecznej przeciwstawny wobec grupy ekskluzywnej. Członkiem tego typu grupy może być każda osoba, nie są tutaj istotne żadne kryteria klasyfikacyjne. 
W rzeczywistości czysty model rzadko jest spotykany, można jednak mówić o grupach, które do tego modelu się zbliżają i umożliwiają uczestnictwo bez konieczności zdobywania specjalnych kwalifikacji lub referencji. Przykładem grupy inkluzywnej może być także społeczność Wikipedystów.